# The Look
The Look – utwór szwedzkiego duetu Roxette.
Po raz pierwszy piosenka została wydana na albumie Look Sharp! (1988). Została wtedy wydana jako czwarty i jednocześnie drugi międzynarodowy singel promujący tę płytę. Przyniosła zespołowi światowy rozgłos i karierę. Stało się to przypadkowo – za sprawą studenta z USA Deana Cushmana, który będąc na wymianie studenckiej w Szwecji usłyszał tę piosenkę. Zafascynowany nią, wysłał ją do swojej ulubionej amerykańskiej stacji radiowej.
W kwietniu 1989 singel ten zajął 1. miejsce na liście Billboard Hot 100, zajmował też czołowe miejsca na listach przebojów w wielu krajach.
Utwór pojawił się także albumach Tourism (1992), Don’t Bore Us, Get to the Chorus! (1995), The Pop Hits (2003), Hits! - Their 20 Greatest Songs (2006) i RoxBox (2006).

## The Look ’95
W 1995 roku zespół nagrał remiks przeboju pt. „The Look 95”. Singel został wydany tylko w Wielkiej Brytanii w związku z wydaniem kompilacji Don’t Bore Us, Get to the Chorus!. Dwa remiksy piosenki zostały wydane na singlu „She Doesn’t Live Here Anymore” który był ostatnim promującym wydawnictwo.

## The Look 25
W 2015 roku z okazji 25-lecia wydano nową wersję singla. Singel zawiera dwa utwory: „The Look (2015 Remake)” oraz „The Look (2015 Remake - Instrumental)”.